# ناثانيل بولتون
ناثانيل بولتون (بالإنجليزية: Nathaniel Bolton)‏ هو لاعب كرة قدم أمريكية ولاعب كرة القدم الكندية أمريكي، ولد في 1 يوليو 1968 في موبيل في الولايات المتحدة.